# 아즈마촌 (군마현 군마군)
아즈마촌(일본어: 東村)은 일본 군마현 군마군에 있던 촌이다. 현재의 마에바시시에 해당한다.

## 역사
- 1889년 4월 1일 - 정촌제 시행에 의해 군마군 아즈마촌이 성립하였다.
- 1931년 9월 1일 - 료모선 신마에바시역이 개업하였다.
- 1954년 4월 1일 - 마에바시시에 편입되었다.

## 지역
- 하코다정 箱田
- 고케정 後家
- 마에하코다정 前箱田
- 가와미가리 川曲
- 도카신덴정 稲荷新田
- 시모신덴정 下新田
- 가미신덴정 上新田
- 고아이기정 小相木
- 후루이치정 古市
- 에다 江田

## 교육

### 초등학교
- 아즈마촌립 아즈마초등학교

### 중학교
- 아즈마촌립 아즈마중학교

## 교통

### 철도
- 일본국유철도
  - ■료모선
  - ■죠에쓰선

### 도로
- 군마현도 제12호선 마에바시 타카사키선
- 군마현도 제13호선 마에바시 나가토로선